# Hartwig von Ludwiger
Hartwig von Ludwiger (Beuthen, 1895. június 29. – Belgrád, 1947. május 5.) német tábornok. Harcolt mindkét világháborúban, utóbbiban teljesített szolgálataiért megkapta a Vaskereszt Lovagkeresztjének tölgyfalombokkal díszített változatát. Főleg a balkáni fronton harcolt, a háború után Jugoszláviában háborús bűntettek miatt halálra ítélték és kivégezték.